# Elektrisola
Die Elektrisola Dr. Gerd Schildbach GmbH & Co. KG ist ein weltweit vertretenes Unternehmen mit Hauptsitz in der Ortschaft Eckenhagen in der Gemeinde Reichshof in Nordrhein-Westfalen und ist spezialisiert auf dünne Kupferlackdrähte sowie Hochfrequenzlitzen. Elektrisola ist Weltmarktführer bei Kupferdrähten mit einem Durchmesser von unter 0,15 mm und führt ein Sortiment mit über 30.000 Produktkonfigurationen.

## Geschichte
1948 wurde das Unternehmen durch Gerd Schildbach gegründet. Als Anfangskapital dienten 25 % Gesellschafteranteile der väterlichen Rheinische Feindraht-Industrie Dr.-Ing. Schildbach KG (RFI). Anfang der 60er Jahre wurden die ersten Niederlassungen im europäischen Ausland gegründet. 1990 erfolgte die Gründung der ersten High-Tech-Fabrik in Malaysia nähe Kuala Lumpur.
Seit 2005 gibt es den ersten Produktionsstandort in Yuhang, Hangzhou, Zhejiang, VR China unter der Leitung der Hangzhou Elektrisola Fine Wire Co. Ltd.
Elektrisola produziert mit 2.500 Mitarbeitern (2009) an acht Standorten in Europa, den USA, China, Mexiko und Asien. Der Vertrieb erfolgt über Büros und Vertretungen auf der ganzen Welt.

## Unternehmensstruktur
Weltweit ist Elektrisola in 25 Ländern aktiv. In der Schweiz werden seit 1968 von der Schweizer Aktiengesellschaft Elektrisola Feindraht AG dünne und ultradünne Lackdrähte produziert.